# Starum
Starum är en tätort i Østre Totens kommun i Innlandet fylke i östra Norge. Orten ligger vid fylkesväg 2366, på den västra sidan av insjön Mjøsa, sydöst om tätorten Kapp.